# Хараламбиду, Ирен
Ирен Хараламбиду (греч. ΕιρήΝη ΧΑραλαμπίΔου; род. 19 марта 1964, Лимасол) ― кипрская журналистка, писательница, политик. В 2011 году избрана депутатом парламента Кипра от избирательного округа Никосии, переизбрана в 2016 году.

## Биография
Родилась в Лимасоле 19 марта 1964 года. Изучала психологию в Университете Никосии и журналистику в Средиземноморском колледже в Афинах (Греция).

### Журналистика
Работала журналистом в газетах «The Games (Игры)», «Элефтеротипии» и «Кирика». Была директором по связям с общественностью туристической фирмы «Луи». Много лет работала в «Радиовещательном учреждении Республики Кипр», где была ведущей одной из самых популярных шоу того времени «Приятный субботний вечер».
Также работала на телевидении «Logos» и «ANT1 Cyprus». С 2005 по 2011 год отвечала за исследования, журналистский надзор и презентацию политики телевизионного вещания «RIK» «Мы обсуждаем это».

### Творчество
В 2007 году опубликовала свою первую книгу под названием «О чем мы говорили», в январе 2011 года — вторую книгу «Белые страницы кипрского вопроса», посвященную политическому анализу событий современной политической истории Кипра. С презентацией книги выступил президент Республики Кипр Димитрис Христофиас.

### Политика
В 2011 году избрана в кипрский парламент от коммунистической Прогрессивной партии трудового народа Кипра (АКЭЛ). Является членом Парламентского комитета по учреждениям, ценным бумагам и администрации, Постоянного комитета Палаты представителей по развитию и контролю за государственными расходами и Парламентского комитета по здравоохранению.
22 мая 2016 года переизбирается в парламент от партии АКЭЛ. В новом составе парламента является заместителем председателя Постоянного комитета Палаты представителей по развитию и контролю за государственными расходами, а также членом комитетов по учреждениям, ценным бумагам и администрации, здравоохранению и правам человека.

### Личная жизнь
Замужем за Андросом Папапавлу и имеет двух сыновей.